# Acomys subspinosus
Acomys subspinosus е вид бозайник от семейство Мишкови (Muridae).

## Разпространение
Видът е разпространен в Южна Африка (Западен Кейп, Източен Кейп и Северен Кейп).